# Mklink
 (août 2020).
Si vous disposez d'ouvrages ou d'articles de référence ou si vous connaissez des sites web de qualité traitant du thème abordé ici, merci de compléter l'article en donnant les références utiles à sa vérifiabilité et en les liant à la section « Notes et références ».

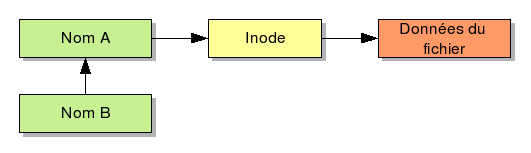
Le « Nom B » est un lien symbolique sur le fichier « Nom A ».

La commande Mklink, utilisée en ligne de commande Windows, permet de créer un  lien symbolique. Dit simplement, un lien symbolique est un alias d'un fichier, ou d'un répertoire.

## Utilisation dans Windows
En fonction des arguments appliqués, la commande va créer un alias d'un fichier (sans la commande /D) ou d'un répertoire (avec la commande /D). Pour reprendre des termes de programmation informatique, le lien symbolique est un pointeur dans l'explorateur Windows sur un fichier ou un dossier.
Cette commande est utile pour, typiquement, créer un alias d'un répertoire "perdu dans l'arborescence d'un réseau", et y accéder instantanément, au lieu de systématiquement avoir besoin d'explorer arborescence du réseau. Elle peut aussi servir à créer des alias pour des répertoires stockés sur d'autres disques ou partitions.

### Windows 7
Windows 7 ne permet plus l'indexation de dossiers réseaux, mais uniquement des répertoires locaux. Aussi, on peut utiliser cette commande pour forcer le système Windows 7 à croire que les dossiers sont des dossiers LOCAUX, et ainsi permettre à l'utilisateur d'indexer des répertoires réseaux. Cette limitation est uniquement logicielle, puisque la recherche sous Windows XP fonctionnait parfaitement avec les dossiers réseaux. L'objectif de Microsoft, interdisant d'indexer ces emplacements réseaux, est sans doute de ne pas faire grandir de manière exponentielle les index.

### Windows XP
La fonction Mklink n'est pas disponible sur Windows XP.

### Suppression d'un lien symbolique sous Windows
Windows voit les liens symboliques comme des fichiers ou des dossiers normaux. On peut donc les supprimer comme n'importe quel fichier. Seul le lien symbolique sera supprimé, le fichier ou le dossier original restera intact.